# NK Divine
NK Divine (nom de scène de Divine Nkosi), né le 17 janvier 1998, est un chanteur et auteur-compositeur-interprète français de musique gospel chrétienne.
Il commence sa carrière musicale au sein du groupe Les Héritiers Célestes, avec lequel il se produit pendant plusieurs années. En 2022, il entame une carrière en solo et publie son premier album le 1ᵉʳ octobre de la même année.
Le 13 juillet 2025, NK Divine marque l’histoire du gospel en France en devenant le premier artiste du genre à se produire à guichets fermés à l’Accor Arena (Bercy), devant environ 15 000 spectateurs.
En dehors de sa carrière musicale, il s’est marié en 2024.

## Biographie

### Jeunesse
D'origine congolaise, Nkosi naît le 17 janvier 1998, en région parisienne.  Il grandit dans une famille de confession chrétienne et dans un environnement musical. Il fait ses premiers pas à l’église, en jouant le tambour ensuite la batterie puis le chant.

### Carrière

#### Les Héritiers Célestes
En 2015, il forme le groupe Les Héritiers Célestes avec un groupe d'ami pratiquant. Ils réalisent ensemble plusieurs projets dont un EP, Processus TOME | et un album, Processus TOME Il’ avec notamment les titres, Emmène moi et Amour inconditionnel. En 2022, ils se produisent pour la dernière fois à guichet fermé au théâtre du Blanc Mesnil.

#### Solo
Le 22 septembre 2023, il annonce son premier Casino de Paris qui soldout en 13 heures,. Le 27 septembre 2024, il remplit le Zenith de Paris.
Annoncé en septembre 2024, le 13 juillet 2025, il est le premier artiste gospel à remplir un Bercy rassemblant 15 000 personnes.

## Discographie

### Singles
- 2023: Ye Moko (remix)
- 2024: M'entends-tu (feat. Dena Mwana)
- 2024: Ton amour (feat. Morijah)
- 2024: Rendez-vous (feat. Kofi Dartey et Reggie Dartey)
- 2025: Encore
- 2025: Loyembo (feat. Priscilia Twambi)
- 2025: Muana (feat. Athom's Mbuma)
- 2025: Ofele (feat. Isaac M)
- 2025: Plus de toi (feat. Dan Luiten)

### Collaborations
- 2024: Dans dos (de KS Bloom feat. NK Divine)
- 2025: Il m'a pardonné (de Gaillard Jules feat. Nk Divine, Dany Synthé)

## Distinction
- 2024: Artiste masculin de l'année aux Shine Gospel Awards[7],[8]